# Drinkhoorn

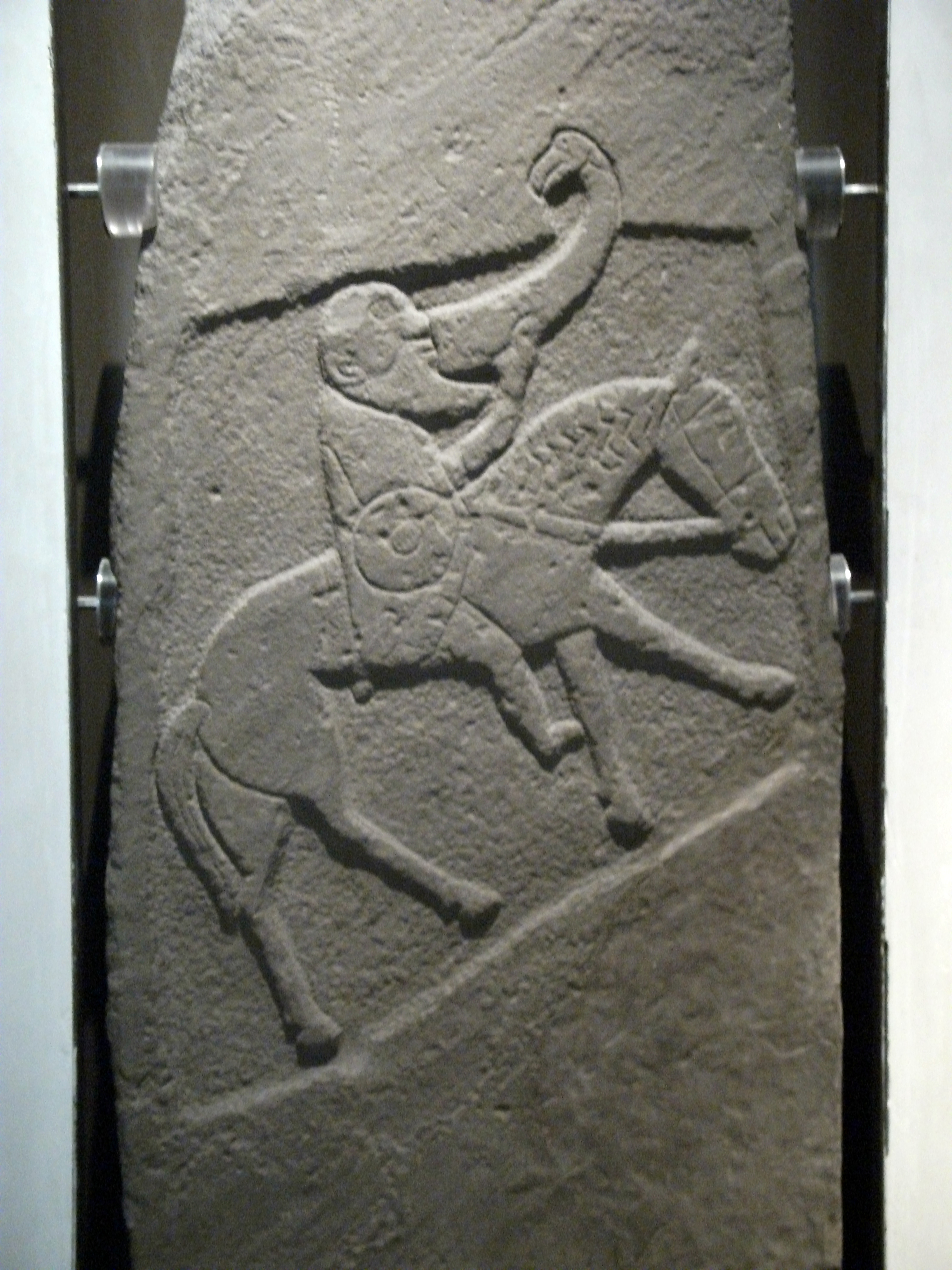
Pict met een drinkhoorn

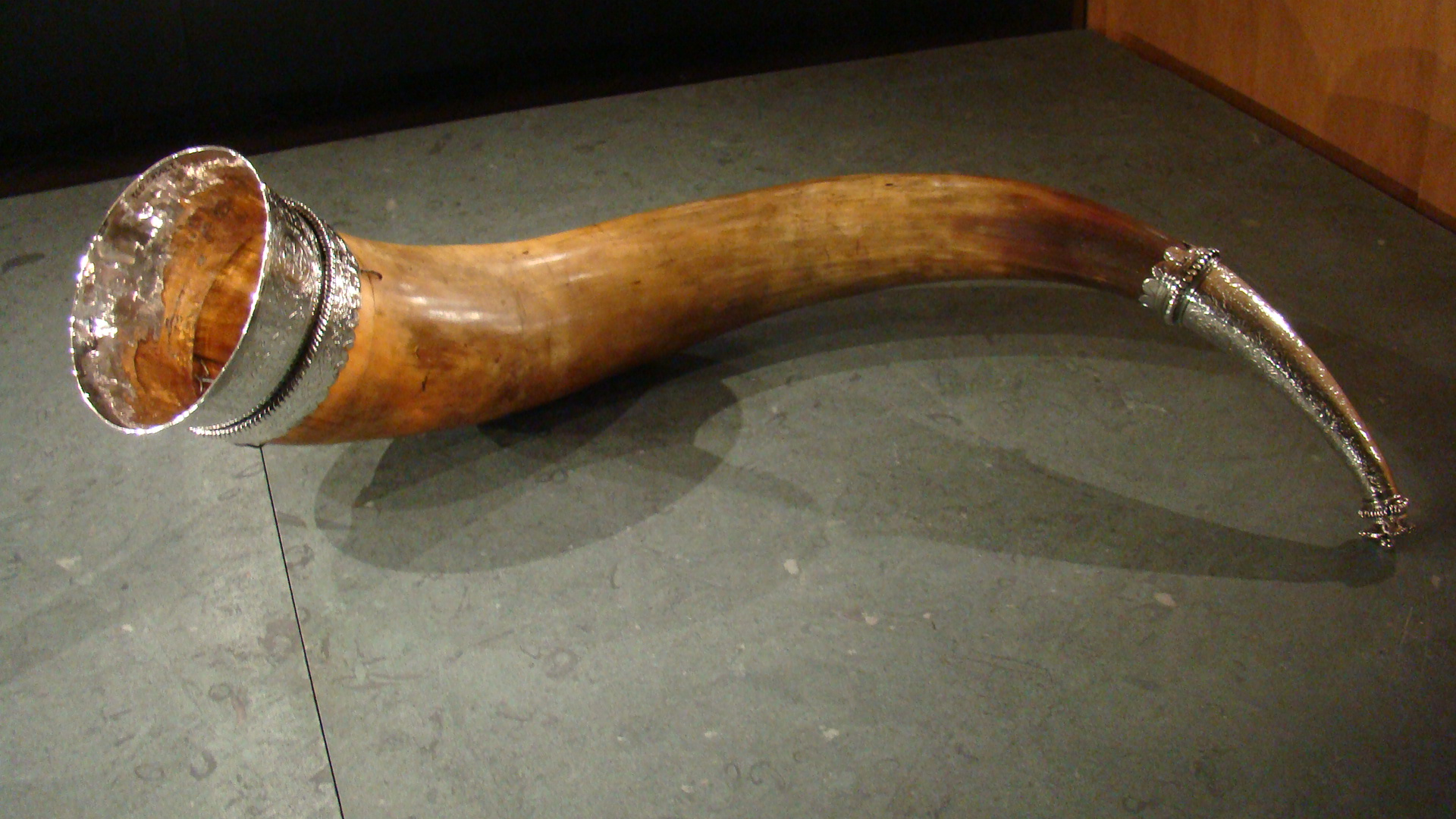
Drinkhoorn van Roordahuizum, uit ongeveer 1550

Een drinkhoorn is de hoorn van een dier die gebruikt wordt om uit te drinken. Drinkhoorns werden onder andere gebruikt door de oude Germaanse volkeren, zoals de Vikingen, Saksen en Friezen, maar er zijn ook aanwijzingen dat veehoudende volkeren in bijvoorbeeld Azië en Afrika de hoorns van hun vee gebruikten om uit te drinken.
Voor de Germaanse drinkhoorn werd gewoonlijk een hoorn gebruikt van de oeros of de wisent. Vaak werden er afbeeldingen van goden of runen ingekerfd. De rand en het uiteinde werden vaak afgezet met een laagje van goud of zilver.

## Drinkhoorn als religieus voorwerp
In het verleden werd de drinkhoorn niet alleen gebruikt als dagelijks voorwerp om uit te drinken, maar had het ook zijn plaats in de uitoefening van religieuze rituelen ter ere van de goden. Vooral in een sumbel is er een belangrijke plaats ingeruimd voor de hoorn. Bij een sumbel gaat een drinkhoorn een kring mensen rond en brengt ieder een heildronk uit. De sumbel werd later een onderdeel van nagenoeg elk heidens feest.
Ook hedendaagse 'heidenen' gebruiken de drinkhoorn nog regelmatig bij hun feesten en rituelen. Zij zien de drinkhoorn als een heilig voorwerp, omdat deze direct uit de natuur komt.

## Zie ook

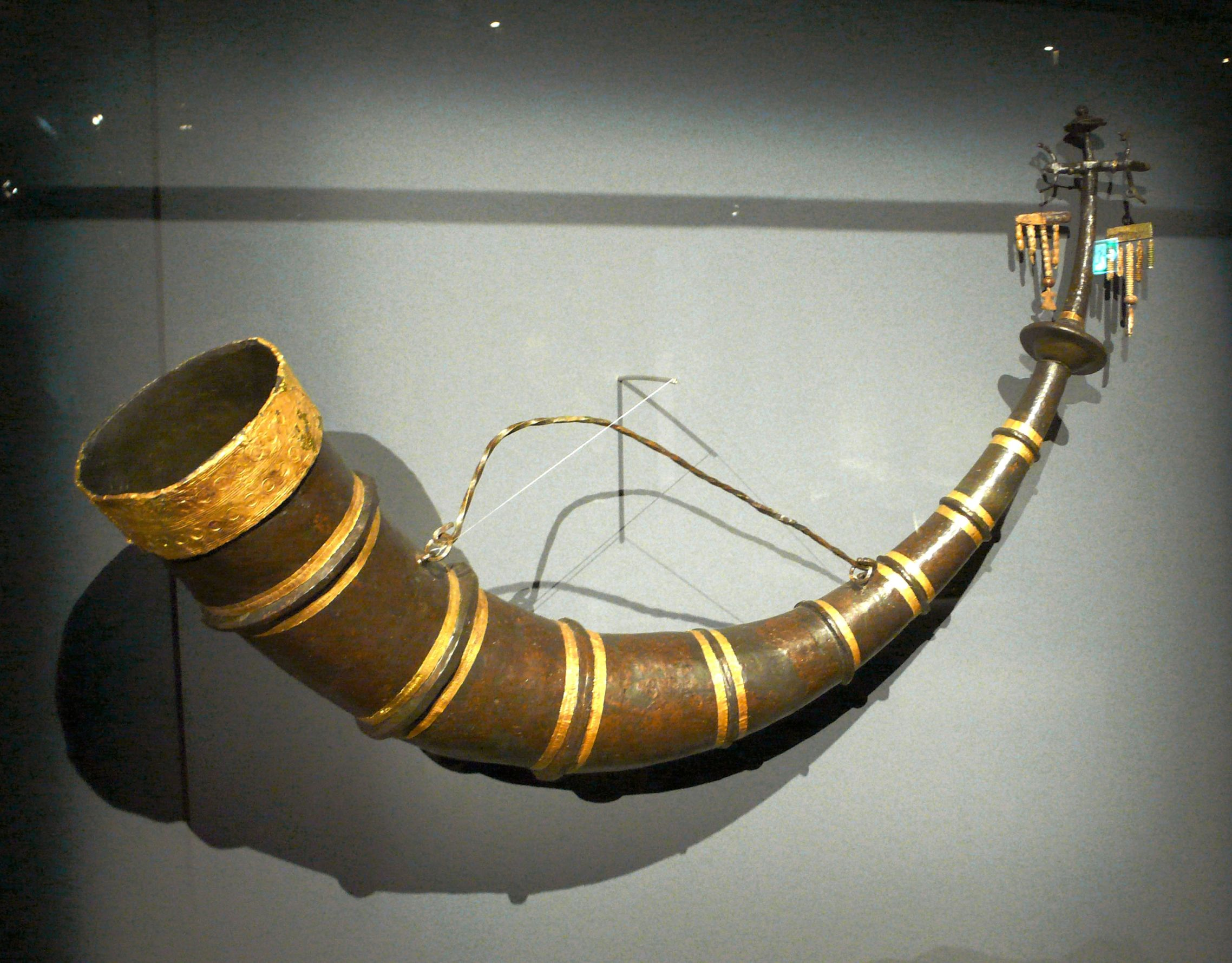
Drinkhoorn uit het Vorstengraf (Hochdorf)